# Anna Gręziak
Anna Maria Gręziak (ur. 23 maja 1948 w Pułtusku) – polska lekarka i urzędnik państwowy, w latach 2005–2007 podsekretarz stanu w Ministerstwie Zdrowia, w latach 2008–2010 doradca prezydenta RP Lecha Kaczyńskiego.

## Życiorys
Kształciła się w Liceum Ogólnokształcącym w Pułtusku. W 1971 ukończyła studia na Wydziale Lekarskim Akademii Medycznej w Warszawie, studiowała również podyplomowo organizację ochrony zdrowia na Uniwersytetach Warszawskim i Jagiellońskim. W okresie PRL wykonywała zawód anestezjologa w szpitalach w Pułtusku, Wyszkowie i Szpitalu Klinicznym im. prof. Witolda Orłowskiego Warszawie (1971–1990). W 1990 została lekarzem wojewódzkim w Warszawie, była zatrudniona w Urzędzie Wojewódzkim w Warszawie (1990–1998) oraz Mazowieckim Urzędzie Wojewódzkim (1999–2000), następnie także w Biurze Rzecznika Praw Obywatelskich w charakterze pełnomocnika ds. ochrony praw pacjentów i osób niepełnosprawnych (2001–2003) oraz jako przewodnicząca Miejskiego Zespołu ds. Orzekania o Niepełnosprawności w Warszawie (2003–2005).
W latach 1980–1981 działała w NSZZ „Solidarność”. Podczas stanu wojennego świadczyła pomoc lekarską dla działaczy „Solidarności”. W 1994 znalazła się wśród założycieli Katolickiego Stowarzyszenia Lekarzy Polskich, którego w 2002 została prezesem. Działała również w Europejskiej Federacji Stowarzyszeń Lekarzy Katolickich.
W 2005 bezskutecznie kandydowała do Sejmu z listy Prawa i Sprawiedliwości. Od 25 listopada 2005 do 27 listopada 2007 była podsekretarzem stanu w Ministerstwie Zdrowia. W wyborach w 2007 bez powodzenia ubiegała się o mandat senatorski. Od czerwca 2008 była doradczynią prezydenta Lecha Kaczyńskiego. W wyborach w 2010 bezskutecznie kandydowała z listy Prawa i Sprawiedliwości do sejmiku mazowieckiego, a w wyborach w 2011 do Sejmu. W 2017 została doradcą ministra-członka Rady Ministrów.
Jest damą Zakonu Rycerskiego Grobu Bożego w Jerozolimie. W 1997 została wyróżniona odznaczeniem prymasowskim „Ecclesiae Populoque servitium praestanti”. W 2019 prezydent Andrzej Duda odznaczył ją Krzyżem Komandorskim Orderu Odrodzenia Polski oraz Krzyżem Wolności i Solidarności.